# Véronique Boudier
Pour les articles homonymes, voir Boudier.
Véronique Boudier est une plasticienne française née en 1961 à Nantua dans l'Ain.

## Biographie
Véronique Boudier est née en 1961 à Nantua. Elle vivait et travaillait à Chateauvillain.
Elle construisit des mises en scène à partir d’objets dont un vélo, un miroir brisé ou une table nappée de caramel fondu.
Deux de ses œuvres réalisées en 2002 sont conservées à Strasbourg dans le musée d'art moderne et contemporain : 
- Une photographie couleur contrecollée sur aluminium[4]
- Balade n° 2, une impression laser sur toile et des phares d'automobile[5].

Véronique Boudier a abandonné son activité.

## Expositions

### Personnelles
- 1995 et 2008, Chez Valentin, Paris[1],[3]
- 1996, Musée du Baha, Fès[1]

### Collectives
- 1992, Maison d'art contemporain, Chailloux, et Lara Vincy, Paris[1]
- 1994, MoMA PS1, New York[1]